# Hetman Uneraser
Hetman Uneraser — условно бесплатная программа для восстановления удаленных данных, позволяющая просматривать список файлов, удаленных с логического диска пользователя, и сохранять восстановленные файлы в папку указанную пользователем. Программа восстанавливает не только случайно удаленные файлы, но и файлы, утерянные в результате форматирования носителя информации, вирусной «атаки» и сбоях программного обеспечения.
Утилита поддерживает файловые системы FAT12/16/32, NTFS и NTFS5 и обеспечивает восстановление файлов основных форматов — документов Microsoft Office Word, Excel и PowerPoint (DOC, XLS, PPT, ONE, PDF, RTF), видео и аудиофайлов (AVI, DAT, MKV, MOV, MPG, VOB, WMV, M4P, MP3, WAV, WMA) и цифровых изображений (CR2, CRW, JPEG, JPG, RAW, PSD, CDR, BMP).

## Алгоритм работы программы
После запуска программа выполняет предварительное сканирование всех подключенных носителей и формирует начальный список удаленных разделов и файлов. Окно программы включает три основные панели: перечень логических дисков и папок, панель для отображения обнаруженных файлов и блок панелей для предварительного просмотра файла и отображения списка файлов для восстановления. Однако предварительный анализ чаще всего не может найти все удаленные с диска файлы, поэтому имеется функция глубокого анализа. Его отличие состоит в том, что поиск выполняется по файловым сигнатурам, но при этом теряется информация об именах, размерах, датах создания файлов. Поиск удаленных файлов можно запускать также помощью мастера, который можно настроить по типам и размерам искомых файлов.
После поиска удаленных данных происходит процесс их восстановления. Он выполняется с помощью еще одного мастера. Мастер предлагает выбрать один из четырех методов сохранения (сохранение на жесткий диск, запись на CD/DVD, создание виртуального образа ISO, сохранение в Интернете через FTP-сервер). В утилите также предусмотрен предпросмотр, который можно использовать перед восстановлением графических файлов и файлов офисных программ.

## Системные требования
- Процессор с тактовой частотой от 1000 MГц
- Объем оперативной памяти 512 Мб
- Операционная система Microsoft Windows NT, Windows 98, Windows 2000, Windows XP, Windows Server 2003, Windows Server 2008, Windows Vista
- Свободное места на диске в 42,9 Мб